# Party (utwór)
Party – piosenka amerykańskiej wokalistki Beyoncé Knowles, nagrana z udziałem rapera André 3000, pochodząca z jej czwartego albumu studyjnego, 4 (2011). Utwór został skomponowany przez Kanye Westa, Jeffa Bhaskera, Beyoncé Knowles, André Laurena Benjamina, Dextera Millsa, Douglasa Davisa oraz Ricky’ego Waltersa. Wersja albumowa piosenki zadebiutowała w stacjach radiowych w sierpniu 2011 roku, jednak pierwotne założenia, by wydać ją jako singel zostały odrzucone, jako że to „Countdown” został wybrany na trzeci singel z 4 w Stanach Zjednoczonych.
„Party”, utrzymany w średnim tempie utwór R&B, zawiera elementy funku oraz soulu lat 80. i sampluje utwór „La Di Da Di” (1985) Douga E. Fresha. Piosenka reprezentuje klimat twórczości między innymi grupy New Edition oraz Prince’a. Nagrana z wykorzystaniem retro beatów 808, instrumentacja ścieżki obejmuje syntezatory, keyboardy oraz perkusję. Ze strony lirycznej, „Party” ukazuje Knowles jako protagonistkę, która znajduje się w dobrym nastroju na miłość, zaś André 3000 w swoich rapowych wersach odnosi się do własnej przeszłości i kariery. „Party” nominowany był w 2012 roku do nagrody Grammy w kategorii Best Rap/Sung Collaboration.
„Party” został dobrze przyjęty przez krytyków muzycznych, którzy chwalili wkład André 3000, wokal Knowles, a także produkcję utworu, za którą odpowiadał West.

## Tło

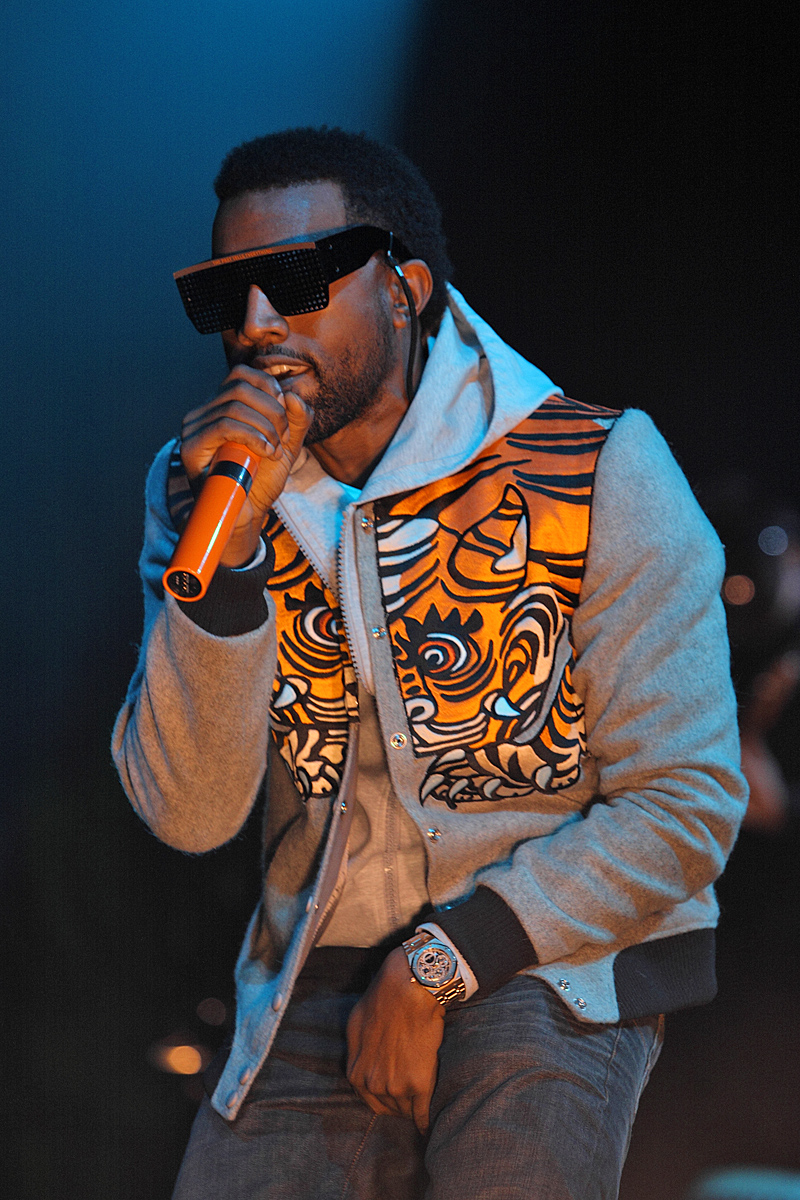
Kanye West (na zdjęciu) odpowiadał za produkcję „Party”

„Party” został napisany przez Kanye Westa, Jeffa Bhaskera, Beyoncé Knowles, André Laurena Benjamina, Dextera Millsa, Douglasa Davisa i Ricky’ego Waltersa. Za jego produkcję odpowiadali natomiast Knowles, West oraz Bhasker. „Party” był pierwszym utworem, który Beyoncé nagrała na swój czwarty album studyjny, 4. W maju 2010 roku Jordan Young, znany również jako DJ Swivel, rozpoczął pracę z wokalistką w nowojorskich studiach Rock the Mic Studio. Young został przedstawiony Knowles przez Omara Granta, który w przeszłości odpowiedzialny był za A&R w wytwórni Epic Records. Podczas pierwszych spotkań dwójki, Beyoncé chciała przekonać się, jak będą wyglądać ich relacje w ramach pracy nad nowym materiałem. Z tego względu „próbę” dla umiejętności produkcyjnych Younga stanowił właśnie „Party”. Jako że wokalistka była zadowolona z osiągniętych efektów, zaangażowała go w kompletowanie 4.
Beyoncé przyznała w wywiadzie dla publikacji Complex, że była bardzo szczęśliwa, iż Kanye West zajął się produkcją utworu „Party”; wpływ na to miał efekt, jaki wywarł na nią singel „Runaway”, który w 2010 roku wydał West. Knowles wytłumaczyła, że gdy usłyszała tę piosenkę po raz pierwszy, miała łzy w oczach, dodając: „To, że Kanye wyrażał swój ból, konsternację i wściekłość bez wcześniej przygotowanego tekstu było poruszające. Przez tych pięć minut śpiewał swoim sercem. On jest tak bardzo podatny na ból i zranienie. Uwielbiam, gdy artystę stać na tak wielką szczerość.” 25 maja 2011 roku magazyn Rap-Up poinformował, że raper André 3000, który w ostatnich latach ograniczał swą muzyczną aktywność do minimum, pojawi się gościnnie w jednej z nowych piosenek Knowles. Sam André 3000 opisał pracę z Knowles słowami: „Zawsze uważałem, że Beyoncé jest jednym z najlepszych artystów naszych czasów, dlatego współpraca z nią była zaszczytem i przyjemnością.” Gdy lista utworów 4 została opublikowana, okazało się, że jest to jedyna kolaboracja muzyczna na płycie. Z kolei 4 czerwca ujawniono, że „Party” sampluje ścieżkę „La Di Da Di” (1985) Douga E. Fresha, Get Fresh Crew i MC Ricky D. W piosence Beyoncé wykorzystano słowa „La di da di, we like to party”, oryginalnie pochodzące z „La Di Da Di”.
6 czerwca 2011 roku „Party”, podobnie jak inne utwory z 4, wyciekł do Internetu, na trzy tygodnie przed planowaną premierą, która miała nastąpić 28 czerwca. Wersja albumowa „Party” 30 sierpnia 2011 roku zadebiutowała w amerykańskich stacjach radiowych, zaś sam utwór miał wedle założeń zostać wydany jako jeden z singli promujących 4. Jednakże plany te zostały zmienione, gdyż to „Countdown” został ostatecznie wybrany na trzeci amerykański singel z albumu.

## Kompozycja
„Party” to utrzymany w średnim tempie utwór R&B, który zawiera elementy funku oraz soulu. Piosenka została napisana w tonacji B-dur, w metrum o sekwencji Cm7–Dm7–F7(sus)–G9(sus)–Cm7–Dm7. Według Davida Amidona z PopMatters, muzyczna strona „Party” stanowi „w dużym stopniu spuściznę twórczości diw końca lat 80.”. Z kolei Rolling Stone i MSN zauważają w utworze bounce, retro beaty 808, a także charakterystyczny dla lat 80. hip hopowy groove. Instrumentacja „Party” opiera się przede wszystkim na syntezatorach, keyboardach, a także dźwiękach automatów perkusyjnych.
Gil Kaufman z MTV News skomentował, że wykorzystane w produkcji „Party” syntezatory i automaty perkusyjne „wytwarzają groove’owe podobieństwo do uwodzicielskiego charakteru New Jack Swing”. Jon Caramainca z dziennika The New York Times uznał, że produkcja „Party” przywodzi na myśl podobieństwo do wczesnych dokonań New Edition, natomiast James Reed z The Boston Globe napisał, że aranżacje muzyczne utworu „brzmią niczym parodie The Lonely Island lub Flight of the Conchords”. Roberts Randall z Los Angeles Times uznał, że „Party” brzmi niczym „remiks jednego z utworów The Human League”, zaś Kevin O’Donnell ze Spin naświetlił podobieństwo „Party” do twórczości Prince’a z lat 80., czyli szczytu jego kariery.

## Przyjęcie

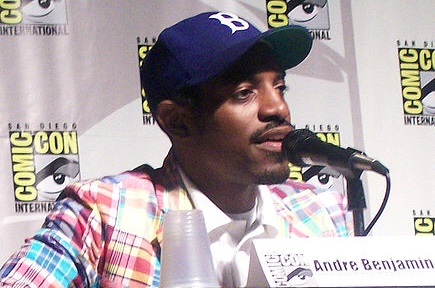
André 3000 (na zdjęciu), którego rymy w „Party” zostały uznane za „niesamowite” przez Erikę Ramirez z magazynu Billboard

„Party” został pozytywnie przyjęty przez krytyków muzycznych. Matthew Perpetua z magazynu Rolling Stone pochwalił wkład André 3000 w ścieżkę, opisując jego rapowe wersy mianem „lekkich, swobodnych i charyzmatycznych”, dodając jednak, że „prawdziwą atrakcją stanowi jednak utwór sam w sobie”. Podobną opinię wyraził David Amidon z PopMatters, który napisał, że rap André 3000 w „Party” jako „jeden z bardzo nielicznych przywołuje na myśl komentarz 'spójrz, jak łatwa jest dla mnie sztuka rapowania'”. Ryan Dombal z Pitchfork Media uznał „Party” za jeden z trzech najlepszych utworów na 4, chwaląc „perfekcyjne wersy André 3000, sampling Slick Ricka, a także bounce, którego dostarcza tło utworu w postaci scenerii letniego grilla”. Rich Juzwiak z The Village Voice stwierdził, że „Party” brzmi niczym ścieżka z katalogu twórczości The SOS Band. Chris Coplan z Consequence of Sound pozytywnie ocenił minimalistyczną produkcję, a także prostotę tekstu utworu, opisując wersy André 3000 mianem „zabójczych”.
Cameron Adams z The Herald Sun wyróżnił „Party” jako „najbardziej zapierający dech w piersiach element 4”. Thomas Conner z Chicago Sun-Times stwierdził, że harmonie w „Party” „zradzają pomysły reaktywacji Destiny’s Child”. Gil Kaufman z MTV News pochwalił spokojny, „wyluzowany” klimat „Party”, zauważając jego odmienność od „momentami zbyt rozszalałego 'Run the World (Girls)'”. Charakteryzując „Party” jako „dumny, reprezentujący retro R&B utwór”, James Reed z The Boston Globe napisał: „[jest to] typowo letnia ścieżka, którą nuciłem pod nosem przez okrągły tydzień”. Jim Farber z Daily News powielił jego zdanie, uznając, że „Party” będzie „z pewnością hymnem przywołującym letnie miesiące”. Joanne Dorken z MTV UK uznała „Party” za jeden z najbardziej „wyróżniający się utworów z 4”, opisując go ponadto jako „wypełniacz parkietów, który nawiązuje nieco do charakteru Sashy Fierce”. Ricky Schweitzer z One Thirty BPM także pochlebnie zrecenzował „Party”, pisząc:

„Większość materiału na 4 obejmuje utrzymane w średnim tempie utwory, jednak w przeciwieństwie do napełniaczy, które znalazły się na wcześniejszych albumach [Knowles], największa siła 4 leży w realizmie. Być może najlepszym przykładem tego ducha jest nagrany z pomocą André 3000 i Kanye Westa ‘Party’, w którym Beyoncé poddaje się relaksującym beatom. Podczas gdy nie są one może najlepsze do ukazania pełni możliwości wokalnych, wciąż doskonale sprawdzają się w roli imprezowego hymnu. Beyoncé przypomina nam, że impreza nie wiąże się wyłącznie z tańcem. To miejsce, gdzie idziesz, by cieszyć się towarzystwem innych; miejsce, w których dochodzi do konwersacji i interakcji między ludźmi. Kontynuując ten wątek, wersy André odbiegają od jego zwyczajowego, ognistego, żywiołowego rapu, nawiązując raczej do stylu Lila Wayne’a, niż jego działalności z Outkast. ‘Party’, podobnie jak duża część 4, to czysta konwersacja i André 3000 chce zostać usłyszany.”

Jednakże Matthew Horton z BBC Online uznał „Party” za jedną z „najmniej udanych odsłon 4”. Embling z Tiny Mix Tapes przyznał piosence mieszaną ocenę; z jednej strony określił ją mianem wspaniałej, a z drugiej skrytykował użytą przez Kanye Westa frazę „swag goo”, która była w jego opinii „zbyt poważną pomyłką, by o niej zapomnieć lub ją pominąć”. Bill Lamb z About.com dodał, że Kanye West i André 3000 w interesujący sposób urozmaicili wokalnie „Party”, krytykując jednocześnie tematykę utworu.
„Party” nominowany był w 2012 roku do nagrody Grammy w kategorii Best Rap/Sung Collaboration.

## Wykonania na żywo i covery

Knowles występująca podczas rewii 4 Intimate Nights with Beyoncé

Beyoncé zaśpiewała „Party” po raz pierwszy na żywo 14 sierpnia 2011 roku podczas jej rewii 4 Intimate Nights with Beyoncé, która odbyła się w nowojorskiej Roseland Ballroom. Erika Ramirez z magazynu Billboard zauważyła, że podczas wykonywania utworu „publiczność kołysała swoimi wyciągniętymi w górę rękoma w tę i z powrotem, przeciągając wymowę ‘y’ przy każdym wypowiedzianym słowie 'party'”. Jody Rosen z Rolling Stone opisała koncertową wersję „Party” jako „cudowną i uroczą”. Brad Wete z Entertainment Weekly wyróżnił „Party” jako jeden z najjaśniejszych momentów wieczoru. Joycelyn Vena z MTV News uznała, że wykonania takich utworów, jak między innymi „Party” ukazały „rangę Beyoncé jako artystki, która potrafi jednocześnie śpiewać i tańczyć przez całą noc”. Jon Caramanica z The New York Times, który nie wypowiedział się pozytywnie o „Party”, gdy oceniał 4, tym razem napisał jednak, że „zadziwiająca żwawość”, jaką Knowles prezentuje podczas swoich występów „zrekompensowała niezbyt trafione elementy albumu”.
Podczas programu specjalnego A Night with Beyoncé, który 4 grudnia 2011 roku wyemitowała w Wielkiej Brytanii telewizja ITV, Knowles zaśpiewała „Party” dla wybranej grupy fanów. 11 października 2011 roku brytyjska wokalistka Eliza Doolittle opublikowała w Internecie własny cover „Party”. W styczniu 2012 roku amerykański raper Common stworzył freestyle do instrumentalnej wersji „Party”, dodając do niego autorskie wersy.

## Personel
Osoby odpowiedzialne za produkcję albumowej wersji „Party” uwzględnione w książeczce 4.
| - Beyoncé Knowles – wokal, produkcja, tekst - Alex Asher – puzon - André 3000 – wokal, tekst - Jeff Bhasker – produkcja, tekst - Consequence – wokal wspierający - Douglas Davis – tekst - Andrew Dawson – nagrywanie - Edwin Delahoz – inżynieria dźwięku - Serban Ghenea – miks - Cole Kamen-Green – trąbka - John Hanes – miks | - Gaylord Holomalia – inżynieria dźwięku - Christian Mochizuki – inżynieria dźwięku - Serge Nudel – inżynieria dźwięku - Morgan Price – saksofon barytonowy, tenorowy - Drew Sayers – tenor, baritone saxophone - Phil Seaford – mix engineer assistant - Nick Videen – saksofon altowy, tenorowy - Ricky Walters – tekst - Kanye West – wokal wspierający, produkcja, tekst - Josiah Woodson – trąbka - Jordan „DJ Swivel” Young – nagrywanie wokalu |

## Pozycje na listach
| Lista (2011–12)                          | Najwyższa pozycja |
| ---------------------------------------- | ----------------- |
| South Korean International Singles Chart | 19                |
| U.S. Billboard Hot 100                   | 50                |
| U.S. Hot R&B/Hip-Hop Songs               | 2                 |

| Lista (2011)               | Pozycja |
| -------------------------- | ------- |
| U.S. Hot R&B/Hip-Hop Songs | 60      |

## Remiks z udziałem J. Cole’a
Party został oficjalnie zremiksowany z udziałem amerykańskiego rapera J. Cole’a, zastępującego André 3000. Oryginalne wersy André 3000 zostały zastąpione przez rap Cole’a, który jest jednak znacznie krótszy, niż wkład André 3000; wszystkie pozostałe elementy utworu są takie same, jak w wersji pierwotnej. Remiks „Party” został 24 października 2011 roku wydany jako singel promocyjny w formacie digital download.
Wideoklip do „Party” nakręcono w New Jersey, a za jego reżyserię odpowiadała Knowles. Teledysk nawiązuje do oldschoolowej zabawy ogródkowej, na której pojawiają się między innymi Solange Knowles oraz Kelly Rowland. Krytycy muzyczni w większości pozytywnie przyjęli wideoklip, chwaląc jego retro klimat, a także fakt, iż Beyoncé „potrafi wytworzyć imprezowy klimat bez skomplikowanej choreografii, mody z wybiegów lub zabiegów montażowych”.

### Tło
Informacja o tym, że Cole pojawi się w oficjalnym remiksie „Party” została ujawniona 8 października 2011 roku. Utwór miał premierę 21 października; tego samego dnia opublikowano okładkę singla promocyjnego. 24 października remiks „Party” miał premierę w formacie digital download w Stanach Zjednoczonych oraz wybranych państwach europejskich. Wersy Cole’a są znacznie krótsze, niż pierwotny wkład André 3000; wszystkie pozostałe elementy utworu są takie same, jak w wersji pierwotnej.
Andrew Martin z Prefix Magazine skomplementował utwór, pisząc: „[Remiks] może zastępować zwyczajowo świetny wkład André 3000 przez rap J. Cole’a, ale spójrzmy prawdzie w oczy, każdy brzmiałby dobrze na tle tych beatów. Pomijając to, wokal Cole’a stanowi mile widziany element.” Odnosząc się zarówno do daty premiery remiksu, jak i jego wideoklipu, Erin Strecker z Entertainment Weekly skomentowała: „Domyślam się, że [teledysk] został nakręcony w połowie lata, czyli wtedy, kiedy powinien był zostać opublikowany. Wydawanie tej ścieżki pod koniec października wydaje się dziwnym wyborem, jako że wideo ukazuje grillową imprezę nad basenem, dzięki czemu teledysk błyszczałby w lipcu.”
Podczas jednego z wywiadów Cole przyznał, że pierwotnie to on miał pojawić się w albumowej wersji „Party”, a także opisał okoliczności pracy z Knowles:

„Beyoncé skontaktowała się ze mną i zaprosiła do udziału w remiksie. Z tego powodu napisałem dwie nowe zwrotki. Ostatecznie [Beyoncé] wybrała pierwszą z nich. Prawdę mówiąc, ta druga była zwyczajnie zbyt długa. Myślę, że ona szukała czegoś, co zajmowało mniej czasu i w większym stopniu odnosiło się do tematyki utworu. [...] Możliwość pracy z [Beyoncé] jest błogosławieństwem. [Ona] pracuje niewiarygodnie ciężko, jest niesamowitą artystką. Nigdy nie zapomnę dnia, w którym kręciliśmy wideoklip; nigdy nie zapomnę szansy, jaką otrzymałem, by pojawić się w tym utworze. I mam nadzieję, że z biegiem czasu będziemy mieli więcej okazji do takiej współpracy.”

### Wideoklip

#### Filmowanie i wydanie

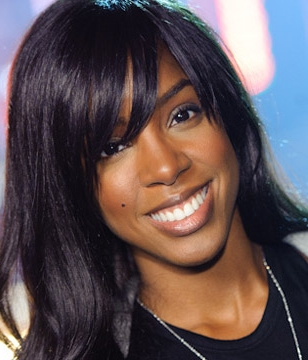
Kelly Rowland (na zdjęciu) pojawiła się gościnnie w wideoklipie

Wideoklip do „Party” został wyreżyserowany przez Knowles oraz Alana Fergusona. Jak poinformował magazyn Rap-Up, teledysk powstał 2 sierpnia 2011 roku w Oakdale Mobile Home Park w South Brunswick Township, w stanie New Jersey. Gościnnie pojawiła się w nim młodsza siostra Beyoncé, Solange Knowles, a także Kelly Rowland, była członkini Destiny’s Child. Rowland opowiedziała MTV o swoim udziale w klipie: „To będzie tylko cameo. Wszyscy świetnie się bawiliśmy. Kręcąc materiał zauważyliśmy, że w niektórych momentach zachowywaliśmy się zupełnie jak dzieci. W pewnym momencie zaczęliśmy wręcz przesadzać z naszymi wygłupami, dlatego musieliśmy zrobić przerwę. Spędziliśmy wspaniale czas.”
Jako że teledysk nakręcony został do remiksu „Party”, nie występuje w nim André 3000, tylko J. Cole. Krótkie sceny z jego udziałem zostały zarejestrowane 7 października 2011 roku. Natomiast 24 października w programie BET 106 & Park wyemitowany został 32-sekundowy zwiastun teledysku. Utrzymany w stylu retro trailer ukazywał Beyoncé i jej przyjaciół, którzy przygotowywali podwórkową imprezę. Kobiety opalały się w słońcu, a także kąpały w basenie, podczas gdy Solange nakrywała do stołu. Cole zjawił się na miejscu w swoim niebieskim Bugatti, by dołączyć do pozostałych. Pomimo że oficjalna premiera wideoklipu była zaplanowana na 25 października 2011 roku, nastąpiła dzień później, w programie 106 & Park oraz w Vevo. „Party” był szóstym teledyskiem reprezentującym album 4.
22 listopada 2011 roku w Internecie opublikowany został materiał zza kulis powstawania wideoklipu. Składał się on między innymi z wypowiedzi Knowles, która stwierdziła: „Lubię ten teledysk. Nie ma żadnej choreografii, żadnej presji. Mam tylko imprezować i dobrze się bawić.” Wokalistka dodała ponadto, że klip odzwierciedla jej beztroskie dzieciństwo.

#### Fabuła i moda
Jak podsumował James Dinh z MTV News, „[Wideoklip do] ‘Party’ przenosi widzów na old schoolową imprezę w ogrodzie, pełną kolorowych strojów kąpielowych, freestyle’owego tańca i znanych twarzy. W teledysku [Beyoncé] jest całkowicie wyluzowana, wcielając się w rolę swego rodzaju prowadzącego całej zabawy. Gdy nie wyleguje się na plażowych leżakach, tańczy pośród swoich przyjaciół lub zwyczajnie kosi trawnik.” Akcja teledysku rozgrywa się na polu karawaningowym. Pierwsze ujęcie ukazuje szczekającego za płotem psa; następnie, na tle licznych lokalnych scenerii, mają miejsce codzienne wydarzenia – widoczna jest między innymi dwójka mężczyzn pochłoniętych konwersacją, dziewczynka jeżdżąca na rowerze, kobieta pijąca wodę z węża ogrodowego i chłopak na deskorolce. Po tym teledysk ukazuje Knowles w kolorowych, codziennych ciuchach, biżuteryjnych dodatkach, a także pomarańczowych paznokciach i ustach. Wokalistka przyrządza coś w kuchni i spogląda przez okno na ogródek, gdzie trwa zabawa. W kolejnych ujęciach Knowles jest już na zewnątrz, dołączając do osób imprezujących podczas barbecue; Beyoncé tańczy ze znajomymi, a w rolę DJ-ki wciela się jej siostra Solange. Zmianie scenerii towarzyszy również zmiana stylizacji artystki, która tym razem ukazuje się w kolorowym gorsecie, a także spiętych w koka włosach, przewiązanych dużą, czarną kokardą. W kolejnych scenach Knowles, w stroju kąpielowym w odcieniu fuksji, żółtych szpilkach, rozpuszczonych włosach, ozdobnych kolczykach, mocnym, czarno-fioletowym makijażu oczu, a także neonoworóżowych paznokciach i ustach, pływa na dmuchanym materacu, podrzucając w górę dmuchane piłki i zabawiając swoich znajomych, podczas gdy Solange nakrywa do stołu.
W czasie kolejnych kilku sekund wokalistka pojawia się w dwóch następnych stylizacjach. Najpierw siedzi na leżaku plażowym ubrana w ciemnozieloną kamizelkę futrzaną i sięgające kolan czarno-białych buty; jej włosy spięte są w widziany już wcześniej kok, ozdobiony dużą kokardą. Śpiewając, trzyma w dłoni czerwony napój, a wokół trwa impreza. Gdy Knowles wkłada okulary dochodzi do zmiany scenerii; tym razem wokalistka pozuje na leżaku ustawionym na tle białego płotu ogródkowego, jedząc jednocześnie lizaka; ma na sobie przyozdobiony falbankami, biało-granatowy strój kąpielowy, a także szpilki wiązane na kostce pomarańczową szarfą. Akcja wraca po tym do wcześniejszej lokalizacji, gdzie zabawa trwa w najlepsze; w dziecięcym baseniku chłodzą się napoje, a ludzie tańczą, podczas gdy w tle dostrzec można ogrodowe figury flamingów. Chwilę później na imprezę niebieskim Bugatti przybywa J. Cole, by wykonać swoje rapowe wersy. Zgromadzeni słuchają jego części, by następnie kontynuować zabawę z konfetti i szampanem w jednym z hotelowych pokoi. Knowles wyśpiewuje kilka wersów utworu leżąc na łóżku, mając na sobie błyszczący, złoty żakiet oraz panterkową, futerkową kamizelkę; jej wizerunku dopełnia zestaw złotej biżuterii oraz czerwone usta. Beyoncé widoczna jest po tym w kolejnej stylizacji w łazience, gdzie poprawia makijaż. Ostatnie ujęcia koncentrują się na Knowles i Rowland, które śmieją się i tańczą na tle czerwonego samochodu w rytm końcowych taktów „Party”. Beyoncé ubrana jest w neonowożółte futro, zaś na głowie ma czarną kokardę. Z kolei Kelly ma na sobie fioletowy, błyszczący żakiet, a także złotą biżuterię. W międzyczasie wideoklip ukazuje J. Cole’a rzucającego ze znajomymi kośćmi do gry, a także zdjęcia Knowles zarejestrowane podczas jej sesji zdjęciowej dla magazynu Dazed & Confused. W ostatnich sekundach Beyoncé porusza ustami wypowiadając słowa z wersów J. Cole’a, a finałowa scena ukazuje Knowles, która wraz z Kelly Rowland robi zabawne miny do kamery.

#### Odbiór krytyków
Chris Coplan z witryny internetowej Consequence of Sound uznał, że utwór reprezentuje klimat lat 80., a jedyną rzeczą, której zabrakło w wideoklipie do „Party” „był Jay-Z w okularach słonecznych i koszuli od Tommy’ego Bahama”. VH1 wyróżniła „pyszną, kolorową scenerię”, „świetne stroje w stylu retro-ghetto” i nieskomplikowaną myśl przewodnią wideoklipu do „Party”. Rap-Up skomentował: „Być może lato już się skończyło, ale Beyoncé dostarcza nam kolejny pretekst do zabawy za sprawą tętniącego życiem wideoklipu do ‘Party’. [...] To impreza, której nie będziecie chcieli przegapić.” Jessica Misener z The Huffington Post powieliła opinię wielu innych recenzentów, chwaląc stylizacje Knowles z teledysku do „Party”. Inny autor piszący dla dziennika pozytywnie ocenił pomysł na prostą scenerię teledysku, który sam w sobie „przypomina, że nawet w tych ciężkich ekonomicznie czasach każdy może bawić się niczym gwiazda rocka”. Sarah Anne Hughes z The Washington Post skomplementowała scenerię w postaci kempingu karawaningowego, twierdząc, że klip „prezentuje imprezę, na którą wszyscy chcieliby zostać zaproszeni”.
„Daily Mirror” porównał teledysk do klimatu serialu Słoneczny patrol, zaś sam wizerunek Knowles opisał jako „seksowny”. Laura Schreffler z Daily Mail podsumowała, że w wideoklipie „wyraźnie brakuje jednej ważnej rzeczy”, odnosząc się do ciąży wokalistki. Jednocześnie Schreffler pochwaliła wygląd oraz stroje Beyoncé. Amanda Dobbins z New York skomplementowała wizerunek Knowles, a zwłaszcza jej ostatnią stylizację, w postaci neonowego futra. Matt Donnelly z Los Angeles Times napisał natomiast: „We wspaniałym bałaganie ozdób do włosów, napojów z blendera, rzutów kośćmi i ruchów tanecznych, Beyoncé przypomina nam, że potrafi rozkręcić imprezę nawet bez wymyślnej choreografii, mody z wybiegów czy trików montażowych.” W pewnym sensie opinię tę powieliła Erin Strecker z Entertainment Weekly, która stwierdziła: „Tym razem Beyoncé nie tańczy. Zamiast tego, prezentuje całą ekipę w neonowym makijażu i stylizacjach rodem z Day-Glo lat 90.” Nakisha Williams z BET pochwaliła „stylizacje, które wybrała Beyoncé, by rozkręcić swoją imprezę”. Marina Galperina z AOL napisała: „Począwszy od jej neonowych paznokci, przez migoczące stroje kąpielowe, cekinowe minispódniczki, fryzury, promienny makijaż, aż po jej seksowne kształty, wszystkie oczy skierowane są na Beyoncé, która obiecuje 'give it all away, just don’t tell nobody tomorrow’.” Jenna Gregory z Marie Claire również pochwaliła wygląd wokalistki „w strojach, których z pewnością nie znajdziemy w sklepowych działach dla kobiet ciężarnych”. Z kolei magazyn OK! napisał, że Beyoncé „prezentuje niewiarygodną ilość świetnych strojów, których niewątpliwie potrzebujemy w naszych życiach”. Marc Hogan z magazynu Spin podsumował, że „Party” „nie jest najlepszym z grona ostatnich wideoklipów Beyoncé”, dodając, że „ma on dużą konkurencję”.

### Pozycje na listach
Na początku listopada 2011 roku „Party” zadebiutował na 2. miejscu południowokoreańskiej listy South Korean International Singles Chart, znajdując 85 143 nabywców, którzy zakupili utwór w formacie digital download.
| Lista (2011)                         | Najwyższa pozycja |
| ------------------------------------ | ----------------- |
| South Korea Gaon International Chart | 2                 |

### Daty wydania
| Państwo           | Data                 | Format           | Wytwórnia | Wersja |
| ----------------- | -------------------- | ---------------- | --------- | ------ |
| Austria           | 24 października 2011 | digital download | Columbia  | remiks |
| Belga             | 24 października 2011 | digital download | Columbia  | remiks |
| Kanada            | 24 października 2011 | digital download | Columbia  | remiks |
| Dania             | 24 października 2011 | digital download | Columbia  | remiks |
| Hiszpania         | 24 października 2011 | digital download | Columbia  | remiks |
| Stany Zjednoczone | 24 października 2011 | digital download | Columbia  | remiks |
| Francja           | 24 października 2011 | digital download | Columbia  | remiks |
| Holandia          | 24 października 2011 | digital download | Columbia  | remiks |
| Irlandia          | 24 października 2011 | digital download | Columbia  | remiks |
| Włochy            | 24 października 2011 | digital download | Columbia  | remiks |
| Norwegia          | 24 października 2011 | digital download | Columbia  | remiks |
| Szwecja           | 24 października 2011 | digital download | Columbia  | remiks |
| Szwajcaria        | 24 października 2011 | digital download | Columbia  | remiks |